# Bootsauce
Bootsauce – kanadyjski zespół rockowo - funkowy aktywny w latach 1989 - 1996. Często porównywany do Red Hot Chili Peppers, łączył soul, funk i metal. Przez sporą część krytyków uważani za kreatywniejszą formację od RHCP.

## Dyskografia

### Albumy studyjne
- The Brown Album (1990)
- Re-Boot (1991)
- Bull (1992)
- Sleeping Bootie (1993)
- Bootsauce (1995)
- Bootism (1996)

### Single
- "Masterstroke" (1990)
- "Scratching the Whole" (1990)
- "Everyone's a Winner" (1991)
- "Play with Me" (1991)
- "Love Monkey #9" (1992)
- "Whatcha Need" (1992)
- "Big, Bad & Groovy" (1992)
- "Rollercoaster's Child" (1993)
- "Sorry Whole" (1993)
- "Moanie" (1994)
- "Caught Looking at You" (1994)
- "Hey Baby" (1995)
- "Each Morning After" (1995)

## Skład
- Scott Redmoo (wokal)
- Pere Fume (gitara)
- Sonny Greenwich Jr. (gitara)
- Alan Baculis (gitara basowa)
- John “Fatboy” Lalley (perkusja)